# 严彬
严彬（1954年—），男，山东人，泰國華人企業家、政治人物，华彬集团董事長第十三届全国政协人口资源环境委员会委员、第十三届全国政协委员严同時任中国侨商投资企业协会常务副会长，一帶一路總商會（香港）联合创办人、监事长